# Campylocentrum ulei
Campylocentrum ulei är en orkidéart som beskrevs av Célestin Alfred Cogniaux. Campylocentrum ulei ingår i släktet Campylocentrum och familjen orkidéer. Inga underarter finns listade i Catalogue of Life.

## Bildgalleri

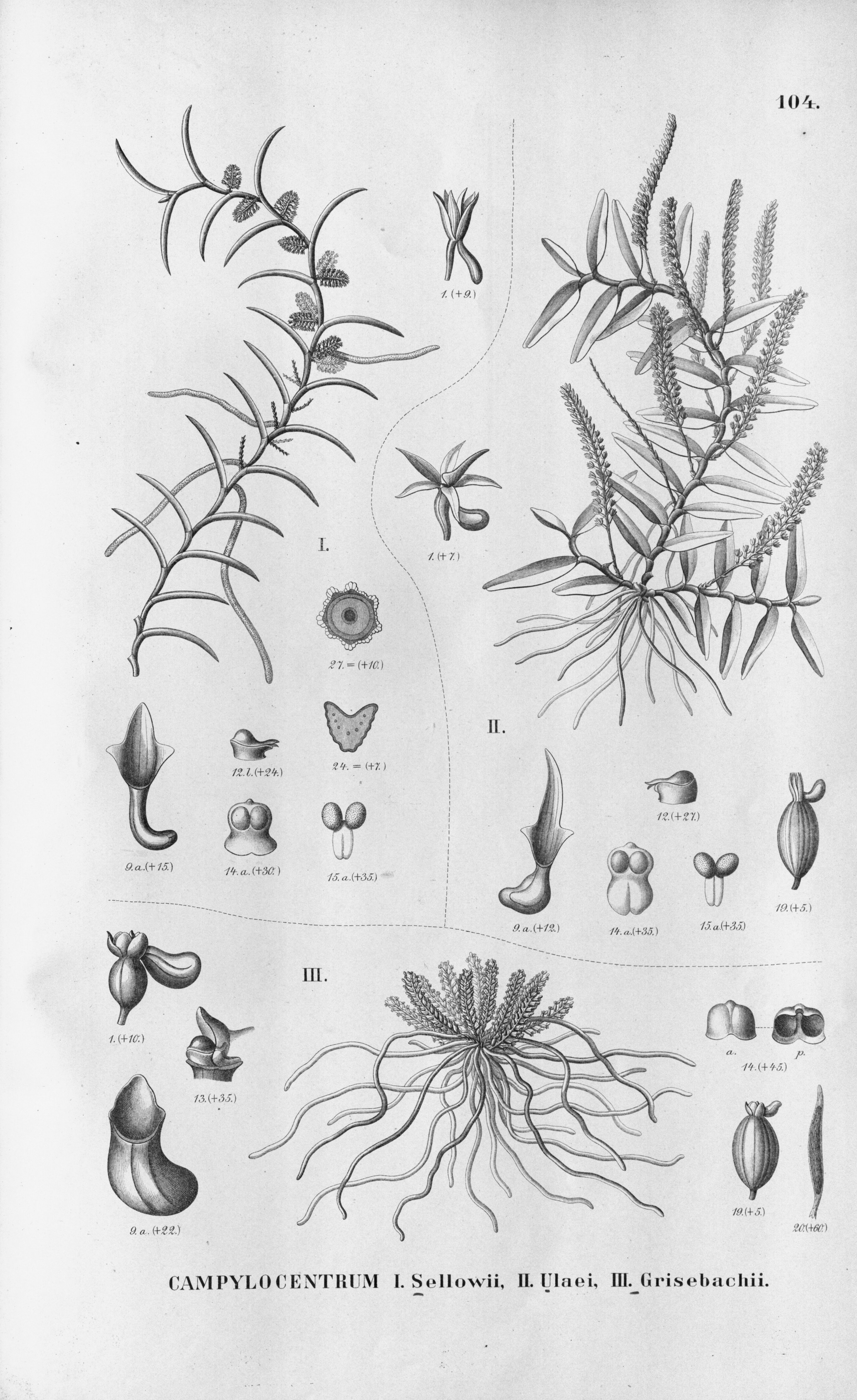